# بوته آتشین

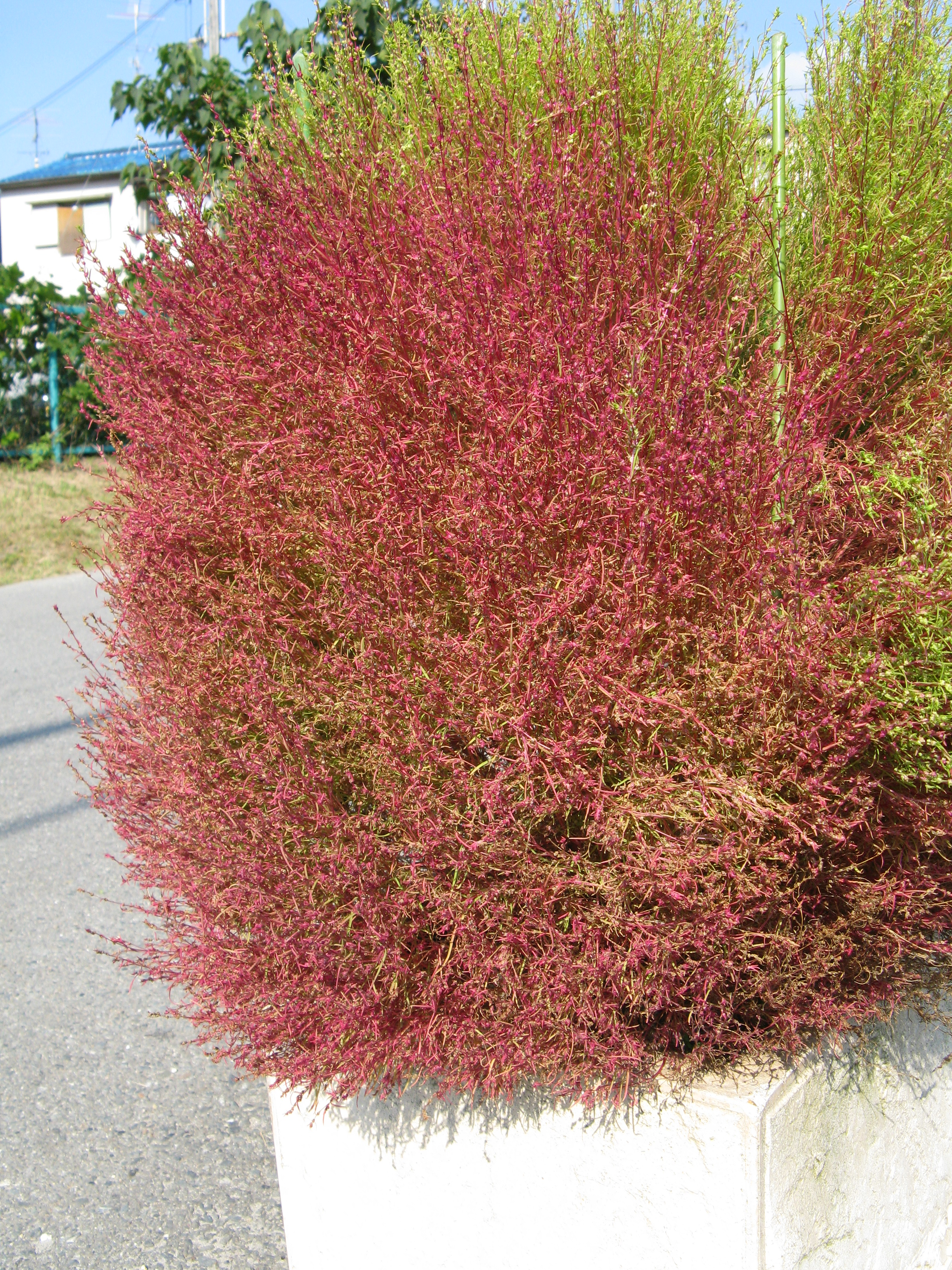
بوته آتشین قیفی Kochia scoparia

بوته آتشینT جاروی زینتی یا کوکیا (به لاتین: Kochia) ‎/ˈkoʊkiə/‎ مترادف سرده پشمالوها است که به زیرتیرهٔ Camphorosmoideae از تیرهٔ تاج‌خروسیان تعلق دارد.
دو گونه آمریکایی که به‌طور سنتی در کوکیا گنجانده شده‌اند، اکنون در سردهٔ نئوکوکیا هستند: Neokochia americana و Neokochia californica.